# V416 Гидры
V416 Гидры (лат. V416 Hydrae), HD 86371 — двойная звезда в созвездии Гидры на расстоянии приблизительно 255 световых лет (около 78,2 парсек) от Солнца. Звёздная величина диапазона Hp звезды — от +6,73m до +6,64m.
Открыта Джеральдом Хендлером в 1999 году*.

## Характеристики
Первый компонент — жёлто-белая пульсирующая переменная звезда типа Гаммы Золотой Рыбы (GDOR) спектрального класса F0V, или F0, или F1. Масса — около 1,727 солнечной, радиус — около 2,263 солнечного, светимость — около 11,365 солнечной. Эффективная температура — около 7024 K.
Второй компонент — жёлто-белая пульсирующая переменная звезда типа Гаммы Золотой Рыбы (GDOR) спектрального класса F1*. Радиус — около 1,5 солнечного, светимость — около 5,3 солнечной. Орбитальный период — около 26,7 суток.

## Планетная система
В 2019 году учёными, анализирующими данные проектов Hipparcos и Gaia, у звезды обнаружена планета HIP 48830 b.